# Электронно-лучевая плавка
Электро́нно-лучева́я пла́вка — метод плавки путём использования электронного пучка. Применяется при плавке особо чистых материалов, например, стали или титана, и материалов, стойких к высокой температуре и химическим воздействиям. При электронно-лучевой плавке загрязнение материала посторонними примесями почти отсутствует. Благодаря наличию высокого вакуума имеется возможность удаления примесей из материала. Легкость управления мощностью электронного пучка позволяет использовать разнообразные режимы плавки. Возможна температура расплава, превышающая температуру плавления. Промышленные электронные плавильные печи имеют мощность свыше 200 кВт и выдают слитки длиной до нескольких метров и весом до нескольких тонн. По сравнению с плавкой в дуговых или мартеновских печах электронно-лучевые технологии обладают меньшим количеством выбросов в атмосферу вредных веществ и меньшим потреблением электроэнергии.

## Применение
Электронно-лучевая плавка применяется в аддитивных технологиях, компания Arcam производит 3D-принтеры использующие электронный луч. Работа в вакууме позволяет избежать нежелательного окисления, азотирования и прочих явлений, которые наблюдаются в технологии селективного лазерного плавления на воздухе, а более высокий КПД электронной обработки в сравнении с лазерной обеспечивает хорошие перспективы для данной методики на производстве при получении полностью литых изделий. Нагрев камеры до 750 °С позволяет минимизировать напряжение при послойном синтезе. Проблематичным в данном подходе следует признать зависимость диаметра пятна электронного луча от тока накачки. 
Компания Sciaky (США) разработала технологию послойной наплавки из металлического проволочного материала (никелевые сплавы, нержавеющие и инструментальные стали, сплавы титана и Co-Cr.) в расплаве, сформированном электронным лучом. Высокая производительность (7…18 кг/ч) этой технологии позволяет выращивать детали, размеры которых исчисляются метрами, что невозможно или чрезмерно дорого обеспечить при использовании других методов 3D печати. Технология требует пост-обработки (шлифования, фрезерования) и известны гибридные установки DMG Mori, где такая концепция успешно реализована.  